# みずほ丸紅リース
みずほ丸紅リース株式会社は、各種動産のリース、割賦販売、営業貸付を営む企業である。

## 概要
主に丸紅グループ向け、丸紅グループの取引先に対する、リース、割賦販売を主業務としている。
2019年3月、興銀リース（現・みずほリース）が資本参加。2020年5月18日、みずほ丸紅リースに商号を変更した。。

## 沿革
- 1993年（平成5年）12月 - 丸紅の100％出資によりエム・エル・リース株式会社設立。[3]
- 1994年（平成6年）
  - 2月 - 社名を丸紅総合リース株式会社に改称[3]。
  - 3月 - 丸紅リース株式会社より営業譲渡を受け、営業開始。
- 2003年（平成15年）
  - 3月 - 住商リース（現・三井住友ファイナンス&リース）が資本参加。出資構成は住商リース75%、丸紅25%[3]。
  - 6月 - 社名をエムジーリース株式会社と改称。本社を現在地に移転[3]。
- 2008年（平成20年）1月 - 丸紅が増資し、出資比率を変更。出資構成は三井住友ファイナンス&リース55％、丸紅45%[3]。
- 2019年（平成31年）
  - 2月 - 三井住友ファイナンス&リースが保有する当社株式の54％を当社及び丸紅に譲渡し、親会社ではなくなる。出資構成は丸紅99%、三井住友ファイナンス&リース1％[4]。
  - 3月 - 興銀リースが第三者割当増資を引き受けて資本参加[5]。それに先立ち、三井住友ファイナンス&リースが保有する当社株式を丸紅に譲渡。出資構成は丸紅50%、興銀リース50％[6]。
- 2020年（令和2年）5月 - みずほ丸紅リースに商号を変更。

## 歴代社長
| 代 | 名前       | 期間            | 備考                                           |
| -- | ---------- | --------------- | ---------------------------------------------- |
| 1  | 勝山銀次郎 | 1993年 - 2001年 | エム・エル・リースから丸紅総合リースへ社名変更 |
| 2  | 長速水昭   | 2001年 - 2006年 | エムジーリースへ社名変更                       |
| 3  | 沼本雅文   | 2006年 - 2012年 |                                                |
| 4  | 園部成政   | 2012年 - 2017年 |                                                |
| 5  | 藏元正隆   | 2017年 - 2019年 |                                                |
| 6  | 秋吉満     | 2019年 - 2022年 | みずほ丸紅リースへ社名変更                     |
| 7  | 矢部延弘   | 2022年 - 現在   |                                                |

## 支店・営業所
- 北海道支店 - 北海道札幌市中央区南1条東1丁目5-1　大通バスセンタービル1号館7階（丸紅株式会社北海道支社内）
- 名古屋支店 - 愛知県名古屋市中区錦2-2-2　名古屋丸紅ビル9階（丸紅株式会社中部支社内）
- 大阪支店 - 大阪府大阪市北区堂島浜一丁目2番1号　新ダイビル（丸紅株式会社大阪支社内）
- 九州支店 - 福岡県福岡市博多区博多駅前一丁目13番1号　九勧承天寺通りビル12階（丸紅株式会社九州支社内）